# Constante (informática)

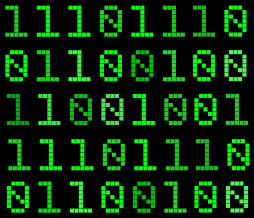
Código Binario.

En programación, una constante es un valor que no puede ser alterado/modificado durante la ejecución de un programa, únicamente puede ser leído.
Una constante corresponde a una longitud fija de un área reservada en la memoria principal del ordenador, donde el programa almacena valores fijos.
Por ejemplo: 
- El valor de PI = 3,1416

Por conveniencia, el nombre de las constantes suele escribirse en mayúsculas en la mayoría de lenguajes. 

## Ejemplos en lenguajes de programación

### C
En C las constantes se pueden declarar o bien con la directiva #define o con la palabra clave const. La principal diferencia entre una y otra es que la primera se procesa durante la fase de preprocesamiento (se sustituye cada ocurrencia del identificador por su valor asignado), y la segunda toma la forma de variable en memoria durante la ejecución del programa. Dicha variable creada en memoria no se puede modificar en tiempo de ejecución.
El identificador de una constante definida haciendo uso de la directiva define será una cadena de caracteres que deberá cumplir los mismos requisitos que el de una variable (sin espacios en blanco, no empezar por un dígito numérico, etc.).
Ejemplo:
```
#include
 
<stdio.h>

#define PI 3.1415926

int
 
main
()
 
{

    
printf
(
"Pi vale %f"
,
 
PI
);

    

    
return
 
0
;

}

```

Lo cual mostrará por pantalla:
```
Pi vale 3.1415926
```

Es decir, PI es una constante a la que le hemos asignado el valor 3,1415926 mediante la directiva #define.
La directiva #define también se puede utilizar para definir expresiones más elaboradas con operadores (suma, resta, multiplicación etc) y otras constantes que hayan sido definidas previamente, por ejemplo:
```
#define X 2.4

#define Y 9.2

#define Z X + Y

```

(Ver Preprocesador de C)

Por otra parte, un ejemplo análogo pero usando la palabra reservada const:
```
#include
 
<stdio.h>

int
 
main
()
 
{

   
const
 
float
 
pi
 
=
 
3.1415926
;

   
printf
(
"Pi vale %f
\n
"
,
 
pi
);

   
return
 
0
;

}

```

Mostrará por pantalla:
```
Pi vale 3.1415926

```

### C++
En C++ el uso de #define esta totalmente desaconsejado, para declarar una constante simbólica (equivalente a constante en C) se usa la palabra clave const seguido del tipo de dato que queramos incluir.

### Pascal
En el lenguaje de programación Pascal es posible declarar constantes de cualquier tipo de dato utilizando (al igual que C++) la palabra reservada const.
```
Const
 
Saludar
 
=
 
"
Hola
 
Wiki
-
Informaticos
!"

```

En este lenguaje, las constantes pueden ser establecidas en parámetros de cualquier tipo (cadena o numéricos) sin presentar errores y al igual que en C se permite que las constantes realicen cálculos antes de ser utilizadas.
```
Const
 
A
 
=
 
30

Const
 
B
 
=
 
20

Const
 
C
 
=
 
A
 
+
 
B
 
' C = 50

```